# I divoratori dello spazio
I divoratori dello spazio (inglese: The Space-Eaters) è un racconto di Frank Belknap Long.

## Pubblicazioni italiane
- I Miti di Cthulhu (Ottobre 1975)
- I segugi di Tindalos (Aprile 1979) - pubblicato come I mangiatori di spazio
- L'universo della paura (Marzo 1991) - pubblicato come I mangiatori di spazio
- L'orrore di Cthulhu (Gennaio 2001)